# 玉串川
玉串川（たまくしがわ）は、大阪府を流れる淀川水系の農業用排水路（法定外公共物）。大和川分水築留掛かりとして長瀬川 (大阪府)と共に農林水産省の疎水百選に選ばれている。

## 地理
大阪府八尾市二俣で長瀬川から分流。八尾市の中央部を北上し、東大阪市玉串元町で第二寝屋川に合流する。川幅はおおむね5 mほどで、川岸は石積みまたはブロックで護岸が整備されている。

## 流域の自治体
大阪府
八尾市、東大阪市

## 歴史
天平勝宝６年（西暦７５４年）に風雨を治めるために、玉櫛笥（たまくしげ）を旧大和川上流より流し、津原（現在の花園本町）の池にたどり着いたことから「たまくし川」と名付けられたと推測される。津原には玉櫛の神を祀る津原神社が建立され、その後、風水害はなくなったとされている。
河内国若江郡の最南端（現在の八尾市二俣）で、現在の長瀬川に沿う久宝寺川と、現在の玉串川に沿う玉櫛川に分かれていた。
1704年（宝永元年）の大和川付け替えによって、旧河川流域の農村は一旦農業用水源を失ってしまったが、旧川床に井路川用水を引いて水を流すこととなった。これが現在の長瀬川と玉串川である。大和川付け替え以後の歴史詳細は長瀬川の項を参照。
昭和40年代以前の玉串川は、玉串元町からさらに北上し、東大阪市内の花園、菱屋東、荒本、七軒家付近を通り、大阪市城東区諏訪付近で楠根川に合流していた。1969年（昭和44年）の第二寝屋川の開削によって玉串元町以北の流れが分断され、河川の機能は失われた。現在では一部分を除いて埋め立てられている。

## 環境
高度経済成長期には上流の大和川や長瀬川と同様に水質が悪化していたが、流域の各所において遊歩道の整備、水生植物の植栽や簡易式の曝気施設が設けられ、環境改善や水質浄化がなされている。また、これらの整備が行なわれた頃にコイやフナの稚魚が放流された。

## 流域の風景
流域付近は、八尾市柏村の南部に田畑が広がり、近鉄大阪線河内山本駅付近が商業地となっている以外はおおむね閑静な住宅街となっている。また、二俣付近と柏村橋付近 - 五月橋交差点、山本橋 - 山本町北七丁目付近までの両岸に桜の木が植えられている。この桜は、1960年代前半、工場排水などで汚染が進んでいた玉串川の再生を図り、当時の住民や自治会の寄付によって、1965年１月から徐々に植樹されていったものである 。例年、年3月下旬～4月初旬にかけて桜が満開となる。この桜並木は、「大阪みどりの百選」にも選ばれている。「玉串川桜並木」で、平成元年度手づくり郷土賞（生活の中にいきる水辺）受賞。

### 流域にある施設
- 八尾市立曙川東小学校
- 都留美島神社
- 近鉄大阪線恩智駅
- 大阪府道15号八尾茨木線（恩智駅付近からずっと川沿いを通る）
- 国道170号大阪外環状線・柏村交差点
- 柏村稲荷神社
- 大阪府道182号柏村南本町線・柏村橋交差点
- 金光八尾中学校・高等学校
- 源気温泉・八尾おゆば（柏寿温泉）
- 清友幼稚園
- 大阪瓦斯社員寮
- 近鉄高安駅
- 高安さくら商店街
- 八尾市立山本球場
- 近鉄大阪線河内山本駅
- 大阪府立山本高等学校
- 八尾市立山本小学校

※ 大阪瓦斯社員寮以北の詳細については河内山本も参照。
東大阪市
- 第二寝屋川

## 桜並木ギャラリー

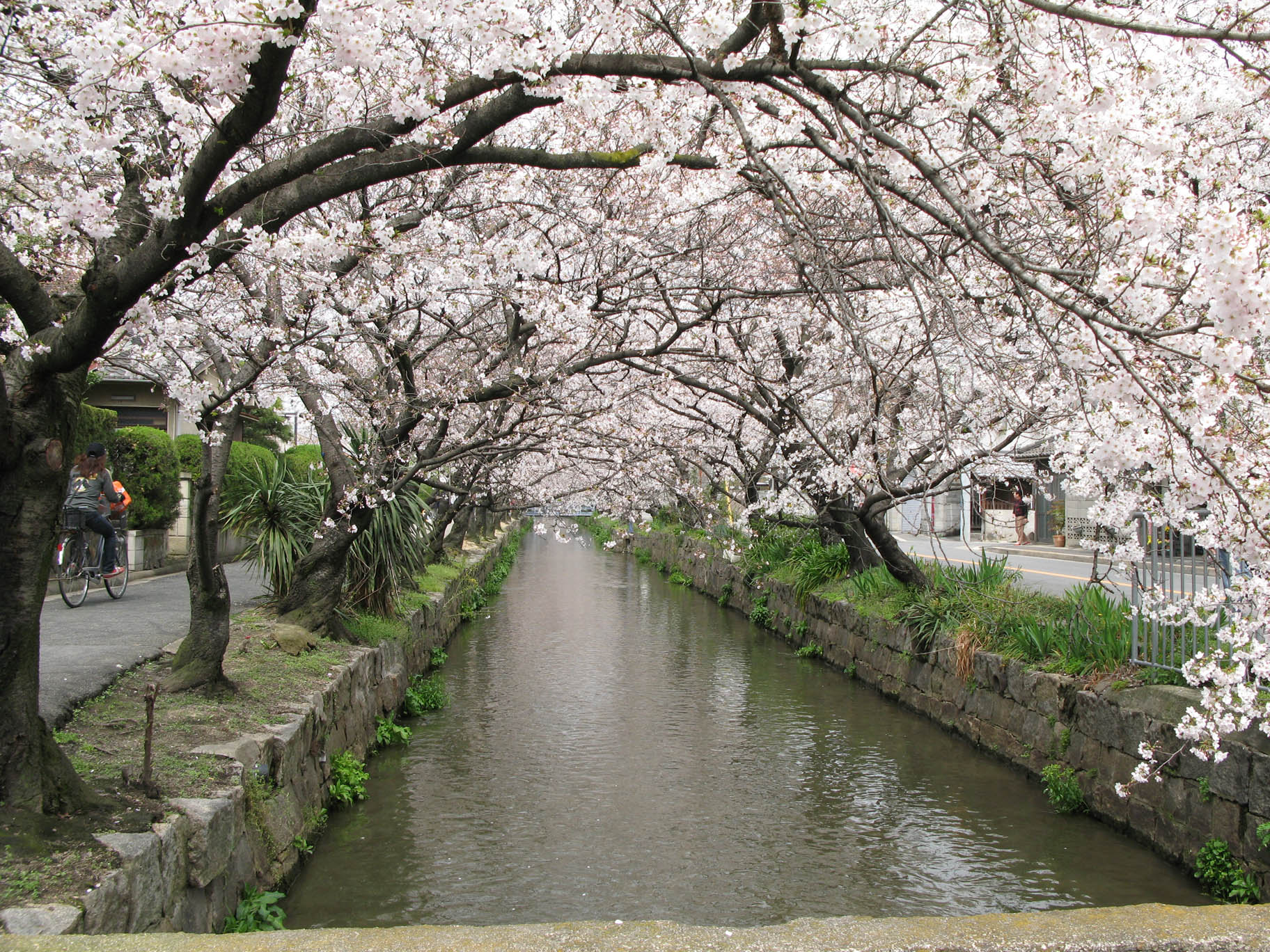
八尾市山本高安町
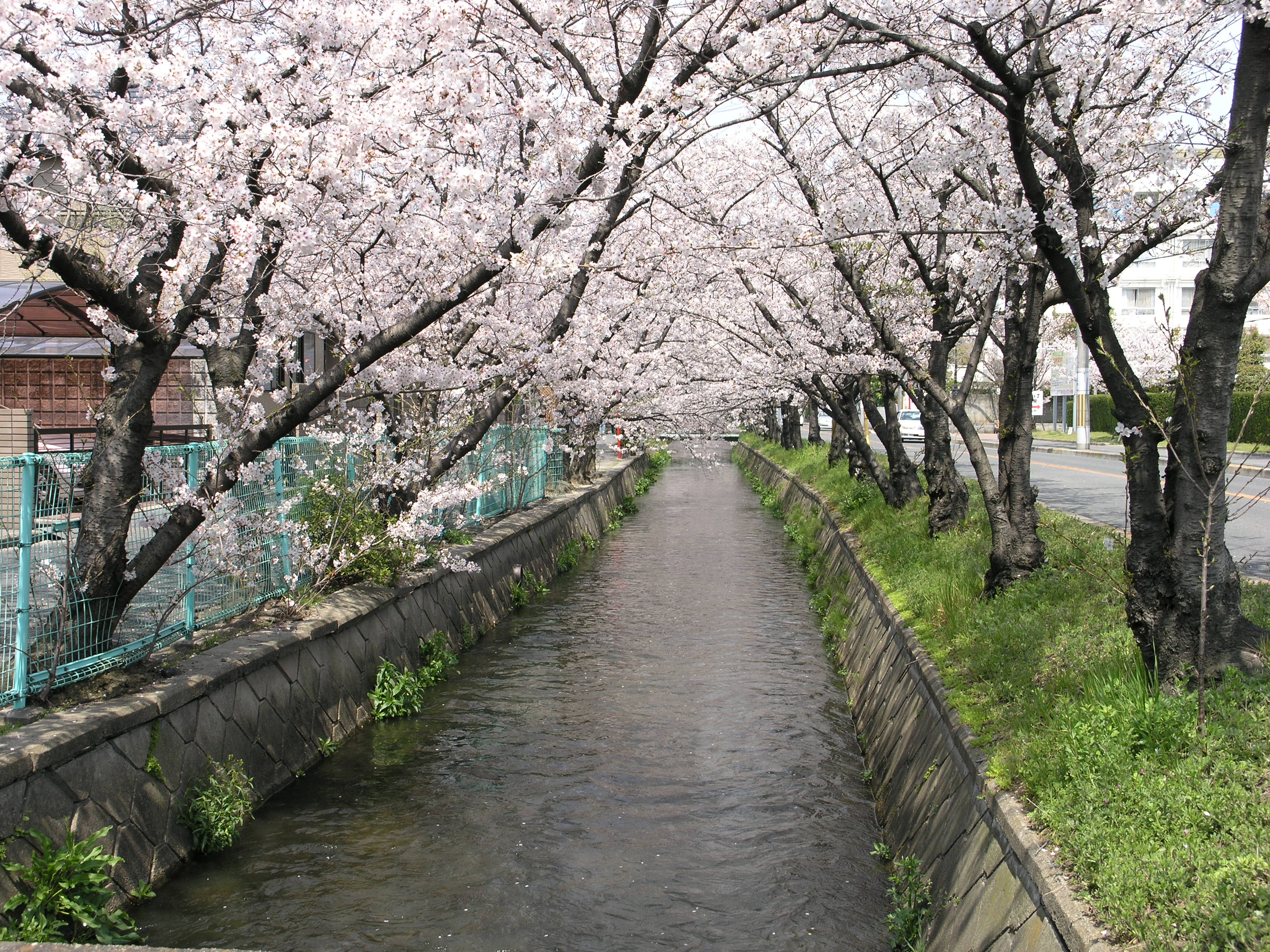
八尾市柏村町

## 脚註
1. ↑  “八尾市内の主な河川・水路”.   八尾市都市整備部土木管財課 (2021年12月9日). 2022年11月17日閲覧。
2. ↑  “大阪府／大和川分水築留掛かり”.   大阪府 (2020年10月9日). 2022年11月17日閲覧。
3. 1 2  八尾市魅力満載BOOK制作委員会 (2013年3月27日). Wao!Yao!八尾の入り口. 株式会社140B
4. ↑  “「大阪みどりの百選」”.   大阪府. 2018年3月29日閲覧。[リンク切れ]